# Centre d'accueil et d'évaluation de la situation administrative
Pour les articles homonymes, voir CAES.
Un Centre d'accueil et d'évaluation de la situation administrative (CAES), aussi dénommé Centres d'accueil et d'examen des situations, est un type particulier de Centre d'accueil de demandeurs d'asile en France.
Il s'agit de centres d'hébergement avec une durée maximale de séjour de 30 jours, destinés aux demandeurs d’asile dans l'attente d'une orientation, en lien avec l’Office français de l'immigration et de l'intégration, vers une solution d’hébergement aval du « dispositif national d'accueil » (DNA) ou l’information vers une solution de sortie.
Ils sont répartis sur l'ensemble du territoire français, notamment à Paris,, en Alsace, en Lorraine, dans le Loir-et-Cher, en Bretagne.